# Combarbalite
La Combarbalite est une roche ornementale localisée aux seuls environs du bourg de Combarbalá dans la partie centrale du Chili, entre Santiago et La Serena (région de Coquimbo).
Elle est issue de l'altération poussée de matériaux volcaniques et présente une composition chimique originale, un mélange de kaolinite, de natroalunite (it), d'hématite et de quartz. La variété des couleurs et textures qu'elle offre justifie une exploitation locale et artisanale, importante pour le bourg de Combarbalá dont elle tire son nom.

## Contexte géologique
Entre 31°00' et 31°15 S - 70°52' et 71°10'W, affleurent les couches volcaniques clastiques appartenant aux formations Quebrada Marquesa (ceb) (Barrémien-Albien) et Vinita (Sénonien possible), ainsi que des intrusions de granitoïdes calco-alcalin mis en place légèrement plus tard, dans l'intervalle Crétacé supérieur - Tertiaire inférieur.

## Zones d'altération et types d'altération
Dans ce secteur existent plusieurs zones d'altération hydrothermale, que des auteurs, regroupent sous les dénominations de Cogoti, Quebrada Macano et centrale .
Les gisements de combarbalite se rencontrent dans la zone d'altération dite centrale, définie par Rosales et consorts composée de plusieurs sous-zone distinctes distribuées dans une enveloppe elliptique de direction principale NNW. Il est possible que cette enveloppe coïncide avec une caldeira volcanique.

### La zone d'altération Cogoti
La zone d'altération Cogoti, située dans la partie nord-ouest de la zone considérée s'étend sur environ 11 km de long sur 5 km de large au maximum, et affecte les formations Quebrada Marquesa. Elle est au contact d'un pluton de diorite via une zone quartzo-sericiteuse.
L'altération de type argilique intermédiaire est irrégulière).
L'altération de type propylitique avec épidote, chlorite, calcite et séricite, affecte les bordures de la zone et certaines apophyses de l'intrusion.
L'altération argileuse avancée avec quartz, pyrophyllite, kaolinite et alunite est reconnue le long d'une bande discontinue de direction NE dans la partie sud de la zone de Cogoti. Des minéralisation en cuivre et barytine lui sont associées.

### La zone d'altération Quebrada Macano
La zone d'altération Quebrada Macano, située au nord-est de la région décrite affecte les brèches andésitiques de la formation Vinita. Elle correspond à un type d'altération argileuse avancée à alunite, kaolinite, quartz et moindrement séricite.

### La zone d'altération centrale
Elle héberge les gisements de Combarbalite répartis sur plusieurs secteurs distincts. Les roches affectées par l'altération sont des tufs et brèches volcaniques de cette formation Quebrada Marquesa.
Deux datations K-Ar de roches altérées ont donné : 78,7 ± 10,5 Ma (sur roche totale) et 72,9 ± 2,5 Ma (sur alunite).
Dans cette zone d’altération centrale, ont été distinguées les sous-zones suivantes :
Zone d'altération argilique avancée
Cette sous-zone, qui contient les dépôts à combarbalite affleure en position centrale (de la zone centrale). Les principaux minéraux en sont la kaolinite, le quartz et l'alunite, et le degré de silicification varie de faible à très intense.
Les occurrences de combarbalite se présentent en poches, couches, veines, d'extension métriques à décamétriques. La structure de la roche apparaît bréchoïde et/ou fluidale.
La roche montre des teintes blanche, grise, rose, lie-de-vin, verte à turquoise. L'éclat (d'un point de vue de l'aspect) est cireux. La dureté est très variable, de tendre pour les échantillons riches en kaolinite (dominante blanche) qui se travaillent facilement à moyennement dur (2,5 sur l'échelle de Mohs) pour des échantillons enrichis en silice.
Zone d'altération argilique intermédiaire
Elle est caractérisée par l'abondance de la kaolinite et du quartz. Les tufs et brèches forment des poches où la couleur lie-de-vin (brun rougeâtre) est donnée par l'hématite et le blanc par la kaolinite. Cette altération auréole la zone d'altération avancée et peut être recoupée par quelques veines d'oxydes de Cuivre.
Zone silicifiée
La silicification s'exprime par des sites de croissance de silice microcristalline, associée à des veinules et imprégnations d'hématite.
Les caractéristiques texturales de la roche sont néanmoins préservées.
Localement, de fines laminations de jaspes limonitiques s'intercalent dans la silice. Une prédominance des couleurs claires caractérise cette altération, laquelle présente également des limites relativement nettes avec les autres types d'altération.

## Minéralogie et chimie de la zone d'altération centrale
La combarbalite est constituée de kaolinite, quartz, hématite et minéraux du groupe de l'alunite. Sur un ensemble d'échantillons, l'analyse par diffractométrie a permis d'identifier les minéraux suivants :
| Minéral                       | Formule                     |
| ----------------------------- | --------------------------- |
| Sous-groupe de la crandallite |                             |
| Goyazite                      | SrAl3(PO4)2(OH)5 • H2O      |
| Gorceixite                    | BaAl3(PO4)2(OH)5 • H2O      |
| Sous-groupe de l'alunite      |                             |
| Schlossmacherite              | (H3O,Ca)Al3(AsO4,SO4)2(OH)6 |
| Natroalunite                  | NaAl3(SO4)2(OH)6            |
| Sous-groupe de la beudantite  |                             |
| Svanbergite (en)              | SrAl3(PO4(SO4)(OH)6         |
| Hinsdalite                    | (Pb,Sr)Al3(PO4)(SO4)(OH)6   |
| Kemmlitzite                   | (Sr,Ce)Al3(AsO4)(SO4)(OH)6  |
| Hidalgoite                    | PbAl3(AsO4)(SO4)(OH)6       |

Selon données contenues dans J.C.P.D.S. (1980).
La présence de ces minéraux est cohérente avec les résultats analytiques obtenus pour ses éléments constitutifs Sr, Ba, As et Pb. Ainsi les teneurs en Sr sur l'ensemble des échantillons analysés est comprise entre 0,15 et 0,89 %, celles de Ba entre 0,025 et 0,33 %.
Pour plus de la moitié des échantillons, la teneur en As varie entre 0,23 et 1,68 %. Pour la moitié des échantillons, le plomb varie de 0,03 à 0,13 %.
Les teneurs en As et Pb montrent qu'il est prudent de ne pas utiliser les objets produits par l'artisanat local dans le domaine alimentaire (mortiers / pilons par exemple).
Les analyses suivantes (en %) sont établies sur des échantillons représentatifs des différentes types (intensités) d'altération.
| Oxyde        | (1)   | (2)   | (3)   | (4)   | (5)   |
| ------------ | ----- | ----- | ----- | ----- | ----- |
| SiO2         | 58,52 | 44,09 | 85,83 | 82,86 | 96,25 |
| TiO2         | 0,93  | 0,05  | 0,52  | 0,27  | 1,52  |
| Al2O3        | 28,56 | 39,59 | 5,63  | 0,87  | 0,70  |
| Fe2O3        | 0,37  | 0,48  | 4,47  | 14,01 | 0,07  |
| FeO          | 0,03  | 0,01  | 0,29  | 0,74  | 0,23  |
| MnO          | 0,01  | 0,01  | 0,01  | 0,01  | 0,01  |
| MgO          | 0,02  | 0,02  | 0,02  | 0,02  | 0,02  |
| CaO          | 0,06  | 0,06  | 0,11  | 0,06  | 0,06  |
| Na2O         | 0,03  | 0,08  | 0,04  | 0,04  | 0,04  |
| K2O          | 0,05  | 0,13  | 0,12  | 0,07  | 0,07  |
| P2O5         | 0,12  | 0,21  | 0,15  | 0,08  | 0,06  |
| Total        | 89,70 | 84,71 | 97,19 | 99,03 | 99,05 |
| Perte au feu | 11,29 | 14,26 | 2,72  | 0,64  | 1,03  |

avec ... :
1. Roche sujette à une altération argileuse intermédiaire
2. Roche sujette à une altération argileuse avancée (Combarbalite)
3. Roche sujette à une altération argileuse avancée (Combarbalite dure)
4. et 5 Roche altérée par silicification

## Pétrographie

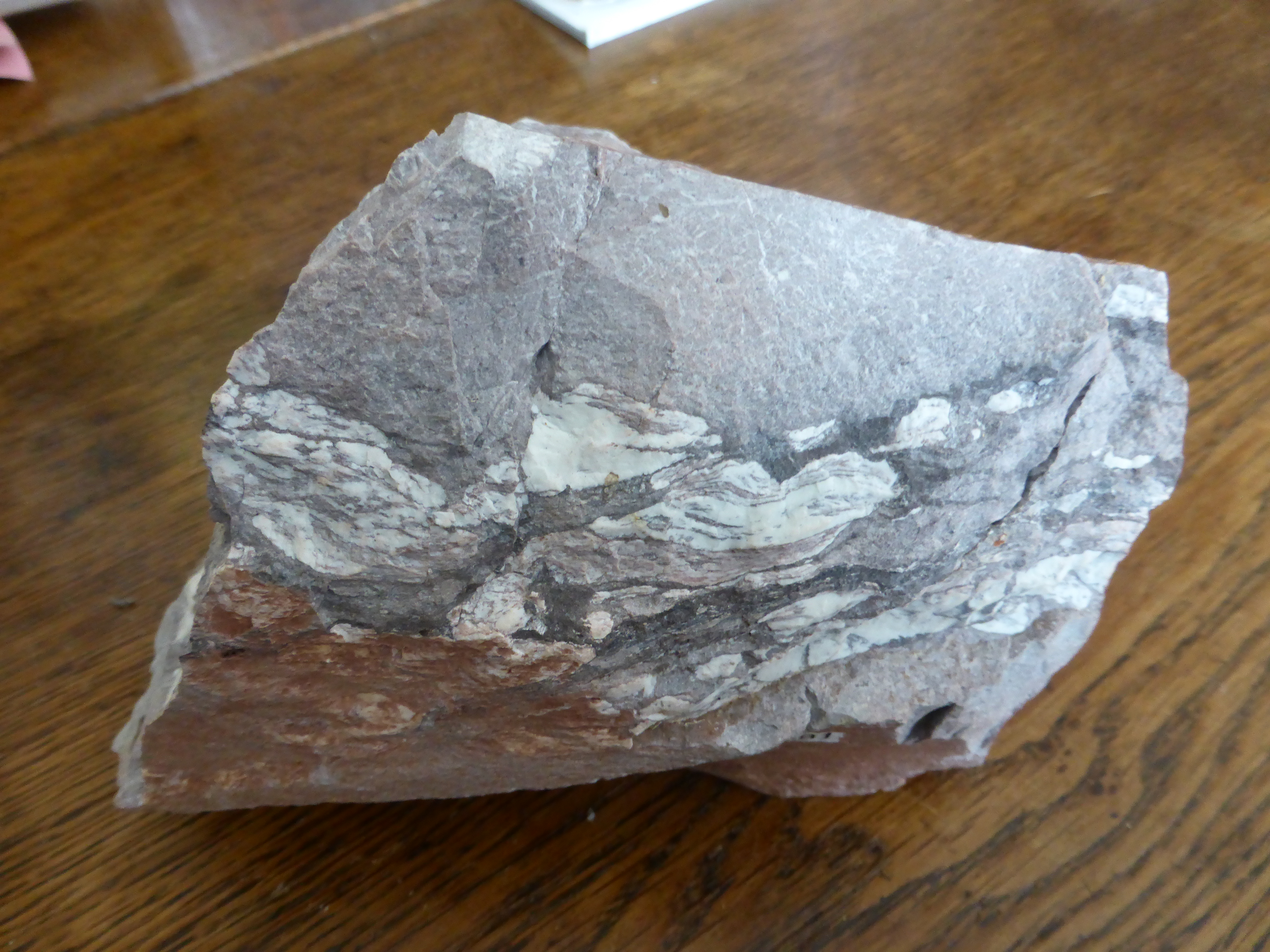
Combarbalite grise

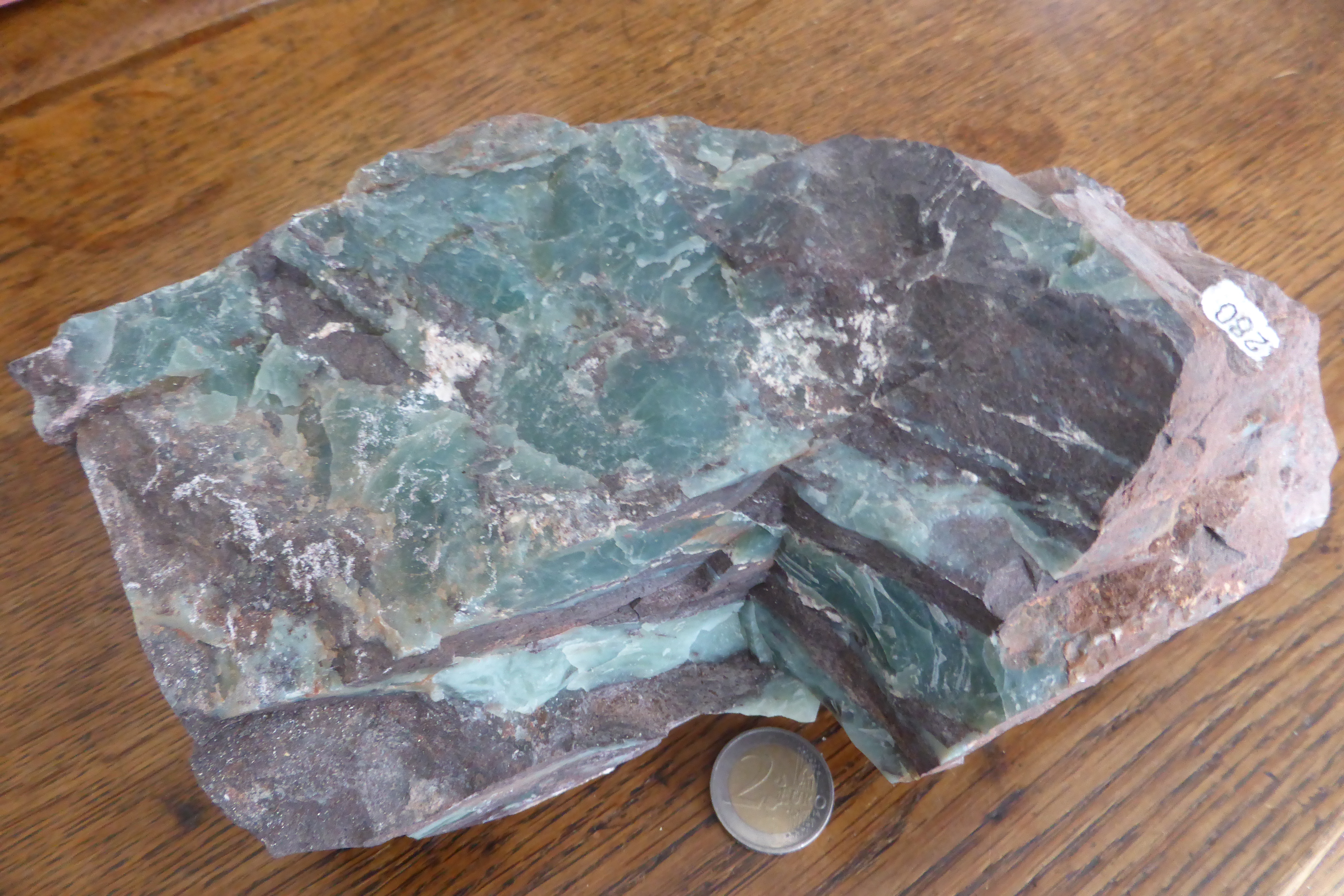
Combarbalite verte

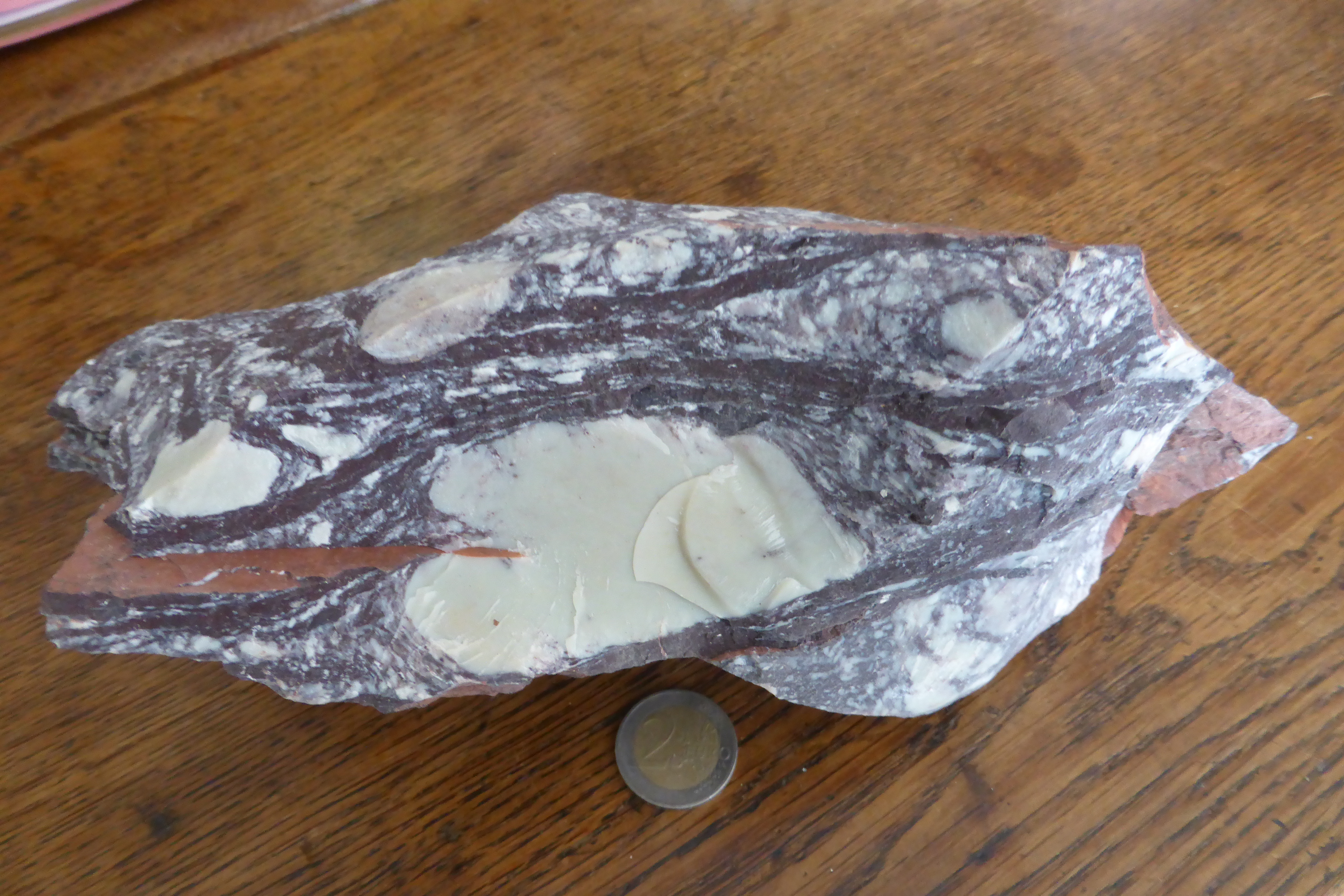
Combarbalite lie-de-vin

Macroscopiquement, quatre types de Combarbalites ont pu être distinguées :
- Type 1 : Combarbalite gris violacé avec des teintes verdâtres et une texture bréchoïde.
- Type 2 : Combarbalite vert turquoise avec texture bréchoïde et/ou fluidale.
- Type 3 : Combarbalite rouge-violacée avec texture bréchoïde.
- Type 4 : Combarbalite rose à texture fluidales caractéristiques.

La coloration de ces roches correspond à la présence d'hématite (tons de rouges), de schlossmacherite (it) (vert à turquoise) et du mélange de l'hématite et de la kaolinite (rosâtre à brun).

## Formation de la combarbalite
L'origine de l'altération de ces roches remonte au Barrémo-Albien lors d'une phase volcanique essentiellement pyroclastique qui a suivi le dépôts de strates volcaniques et clastiques en milieu continental. Ce volcanisme s'est produit dans des conditions tectoniques favorables à une érosion rapide produisant des dépôts de type molassique, interstratifiés avec les produits des événements pyroclastiques.
Ces couches sont caractérisées par l'abondance des pigments d'hématite, ce qui leur donne une coloration rouge intense. Rosales, a rapporté deux datation K-Ar de l'altération hydrothermale, dont l'une correspond à la combarbalite de la ville de Los Bolones, au sud-est de la ville de Combarbalá. Cette datation a donné un âge de 78 ± 10,5 MA.
La seconde datation obtenue sur un échantillon d'alunite de La Jarilla (Commune de Salamanque), a donné un âge de 72,9 ± 2,5 MA. Ces datations situent l'altération hydrothermale à un âge Santonien-Maastrichtien (Crétacé supérieur), c'est-à-dire postérieurement au dépôt de la formation Quebrada Marquesa.
L'histoire pétrographique, géochimique et minéralogique présentée ici permet d'interpréter la combarbalite comme le produit de l'activité hydrothermale de systèmes épithermaux acido-sulfatés ou de type quartz-alunite (Berger, 1986).